# Резонанс напряжений
Резонанс напряжений (последовательный резонанс) — резонанс, происходящий в последовательном колебательном контуре при его подключении к источнику напряжения, частота которого совпадает с собственной частотой контура.

## Описание явления
Явление резонанса напряжений возникает на частоте {\displaystyle \omega _{0}}, при которой индуктивное сопротивление катушки {\displaystyle X_{L}=\omega _{0}L} и ёмкостное сопротивление конденсатора {\displaystyle X_{C}={\frac {1}{\omega _{0}C}}} равны между собой. 
{\displaystyle \omega _{0}L={\frac {1}{\omega _{0}C}}}
Отсюда: 
{\displaystyle \omega _{0}={\frac {1}{\sqrt {LC}}}}
{\displaystyle f={\frac {1}{2\pi {\sqrt {LC}}}}}
При этом электрический импеданс (полное сопротивление) цепи 
{\displaystyle {\hat {z}}(j\omega _{0})\;=R+{\frac {1}{j\omega _{0}C}}+j\omega _{0}L}
уменьшается, становится чисто активным и равным {\displaystyle R} (сумма активного сопротивления катушки и резисторов и соединительных проводов).
В результате, согласно закону Ома: {\displaystyle I={\frac {U}{R}}}, 
ток в цепи достигает своего максимального значения.
Следовательно, напряжения как на катушке {\displaystyle U_{L}=IX_{L}},  так и на конденсаторе {\displaystyle U_{C}=IX_{C}} окажутся равными и будут максимально большой величины. При малом активном сопротивлении цепи {\displaystyle R} эти напряжения могут во много раз превысить общее напряжение {\displaystyle U} на зажимах цепи, которое создаёт генератор. Это явление и называется в электротехнике резонансом напряжений.

## Замечания
Колебательный контур, работающий в режиме резонанса напряжений, сам по себе не является усилителем мощности. Повышенные напряжения на его элементах возникают за счёт увеличения тока в цепи и, следовательно, потребляемой мощности от источника переменного напряжения.
Явление резонанса напряжений необходимо учитывать при разработке аппаратуры. Повышенное напряжение может повредить не рассчитанные на него элементы.
Если нужно повысить напряжение до безопасного уровня путем резонанса, то следует использовать комбинированный или параллельно-последовательный резонанс (описание в статье Резонанс токов).

## Применение
При совпадении частоты генератора и собственных колебаний контура на катушке появляется напряжение, более высокое, чем на клеммах генератора. Его можно использовать для питания высокоомной нагрузки повышенным напряжением или в полосовых фильтрах.
Если напряжение источника питания слишком маленькое, то его можно повысить, если устроить последовательный резонанс на основе трансформатора. Если при этом полученное напряжение окажется больше расчетного для трансформатора, то первичная и вторичная обмотки соединяются последовательно, чтобы трансформатор не вышел из строя.